# Malîi Vîstorop, Lebedîn
Malîi Vîstorop (în ucraineană Малий Вистороп) este o comună în raionul Lebedîn, regiunea Sumî, Ucraina, formată numai din satul de reședință.

## Demografie
Componența lingvistică a comunei Malîi Vîstorop
     Ucraineană (97,17%)
     Rusă (2,37%)
     Alte limbi (0,46%)
Conform recensământului din 2001, majoritatea populației comunei Malîi Vîstorop era vorbitoare de ucraineană (97,17%), existând în minoritate și vorbitori de rusă (2,37%).